# دون كالندر
دون كالندر (بالإنجليزية: Don Callender)‏ هو صاحب مطعم أمريكي، ولد في 27 سبتمبر 1927 في فينتورا في الولايات المتحدة، وتوفي في 7 يناير 2009 في شاطئ نيوبورت في الولايات المتحدة.

## وصلات خارجية
- دون كالندر على موقع إن إن دي بي (الإنجليزية)